# Воронець-Монтвід Катерина Дмитрівна
Катерина Дмитрівна Воронець-Монтвід (уроджена Монтвіді; нар. 1883, Харків — пом. 1955, Німеччина) — українська оперна і концертна співачка (сопрано).

## Життєпис
У 1901—1906 роках навчалась співу в Харківському музичному училищі, клас Ф. Бугамеллі. Мала голос сопрано (лірико-драматичне), дзвінкий, рідкісної краси та теплого тембру, також відзначалась акторським хистом і мала яскраву сценічну зовнішність.
Дебютувала 1908 році в Київській опері в партії Лізи («Винова краля» П. Чайковського). Солістка Київської опери у різні роки: 1908—1911, 1912—1914, сезон 1915/16, 1917—1919, сезони 1926/27, 1928/29.
Виступала як солістка на сценах інших міст Російської імперії (потім СРСР):
- Одеський оперний театр, сезон 1911/12 (антреприза М. Ф. Багрова); сезон 1916/17; 1927—1929 рр.
- Большой театр у Москві, 1912—1914 рр.
- Оперний театр в Баку, 1930—1931 рр.
- Український театр «Жовтень» в Ленінграді, 1931—1932 рр.

У 1917 році приїжджала з гастролями до Большого театру; в 1919—1926 роках гастролювала в оперних театрах Берліна (1922), Праги, Будапешта, Відня, Парижа, Болгарії (1921, разом з К. Запорожцем), Румунії, Голландії та Америки. У 1923 році в Празі брала участь в ювілейному концерті, присвяченому українському поету Олександру Олесю, де виконувала романси М. Лисенка та Я. Степового.
На початку 1940-х рр. рушила до Львова, потім виступала в Дрогобичі. З 1943 року жила у Німеччині.